# 전설의 고향 (2018년 영화)
"전설의 고향"은 한국에서 제작된 원일구 감독의 2015년 코미디 영화이다. 변우민 등이 주연으로 출연하였다.

## 출연

### 주연
- 변우민
- 지대한
- 강세정

### 조연
- 이새윤

## 기타
- 프로듀서: 김덕수